# Haploscelis viridescens
Haploscelis viridescens es una especie de coleóptero de la familia Endomychidae.

## Distribución geográfica
Habita en Madagascar.